# Departament Meteorològic de l'Índia

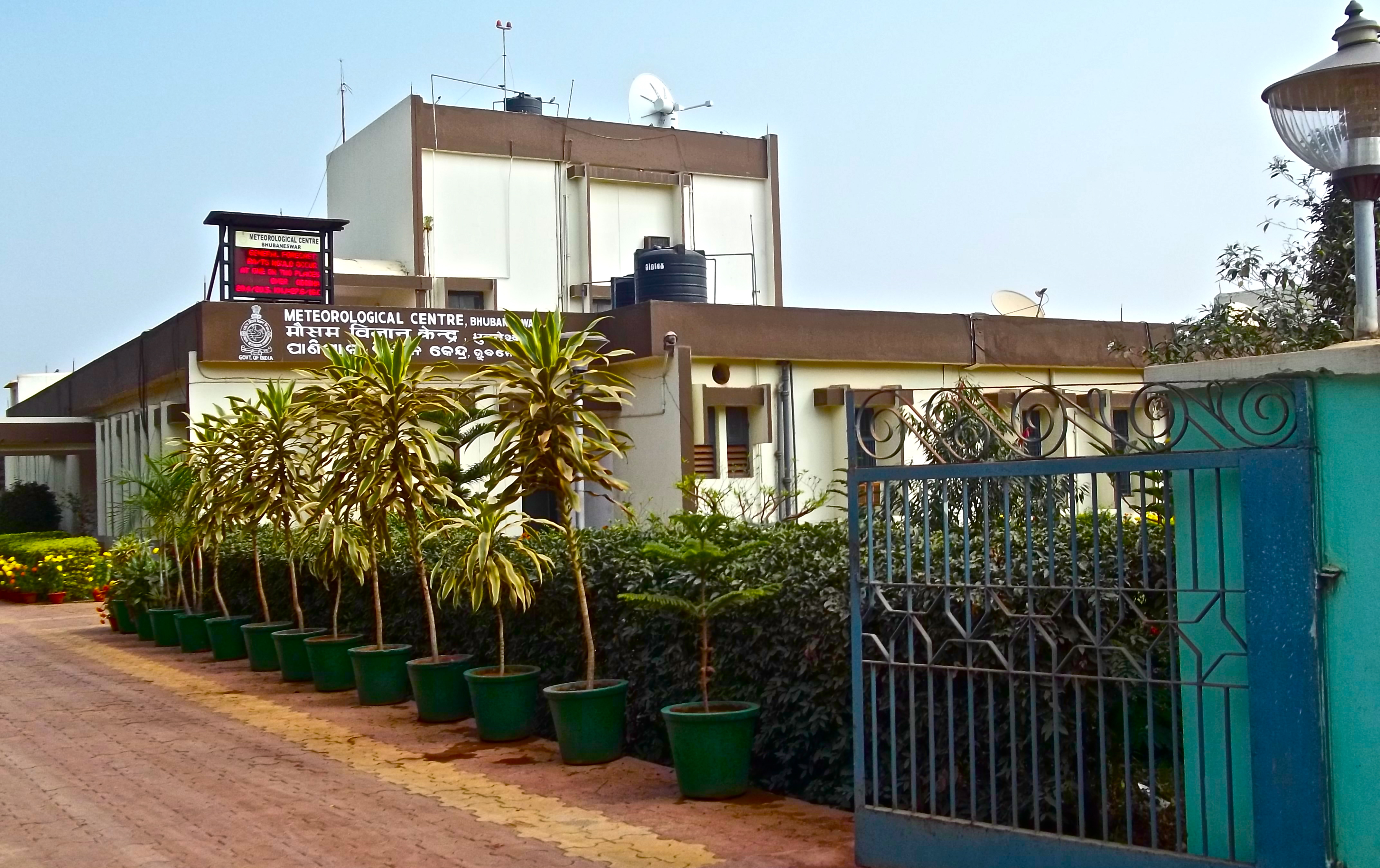
Centre meteorològic situat a Bhubaneswar depenent de l'agència índia.

El Departament Meteorològic de l'Índia, conegut per les seves sígles en anglès, India Meteorological Department, (IMD), és una agència del Ministeri de Ciències de Terra del Govern d'India. És la principal agència responsable de les observacions meteorològiques,  previsió del temps i de la i sismologia. Les oficines centrals de l'IMD es troben a Nova Delhi i opera mitjançant centenars d'estacions d'observació a través d'India i l'Antàrtida.
IMD és també un del sis Centres Meteorològics Regional Especialitzats de l'Organització Meteorològica Mundial. Té la responsabilitat de detectar, anomenar i distribuir avisos de ciclons tropicals per a tota l'àrea de l'Oceà Índic del nord, incloent-hi l'estret de Malaca, la Badia de Bengal, el Mar d'Aràbia i el Golf Pèrsic.